# Tadzjikistan i olympiska sommarspelen 2000
Tadzjikistan deltog i de olympiska sommarspelen 2000 med en trupp bestående av fyra deltagare, två män och två kvinnor, men ingen av landets deltagare erövrade några medaljer.

## Resultat efter gren

### Friidrott
Herrarnas maraton
| Namn             | Slutresultat | Slutplacering |
| ---------------- | ------------ | ------------- |
| Sergej Zabavskij | 2:30:29      | 68:e plats    |

Maraton damer
| Namn               | Slutresultat | Slutplacering |
| ------------------ | ------------ | ------------- |
| Gulsara Dadabajeva | 2:51:03      | 41:a plats    |

### Simning
100 meter frisim, herrar
| Namn           | Försöksheat     | Semifinal, slutresultat | Slutresultat | Slutplacering |
| -------------- | --------------- | ----------------------- | ------------ | ------------- |
| Farkhod Oripov | Diskvalificerad | -                       | -            | -             |

100 meter frisim, damer
| Namn               | Försöksheat | Semifinal, slutresultat | Slutresultat | Slutplacering |
| ------------------ | ----------- | ----------------------- | ------------ | ------------- |
| Katerina Izmajlova | 01:19:12    | -                       | -            | 55:e plats    |